# ジェール - ツェルデメルク線
ジェール - ツェルデメルク線（ハンガリー語: Győr–Celldömölk-vasútvonal）は、ハンガリー国鉄の鉄道線の名称である。路線番号は10。

## 歴史
1867年3月に通信相ミコー伯爵 (Mikó Imre, 1805~1876) がハンガリー鉄道網構築を起案した際に、ジェール - グラーツ区間も25本の路線に含まれた。1869年5月20日の法律によりハンガリー西部鉄道（Magyar Nyugati Vasút, MNyV）の両国間連結が保証された。1871年10月1日にジェール - ソンバトヘイ間はツェルドェモェルクの中間地点で開通された。
1888年に両政府はハンガリー西部鉄道の国有化に協定を結んだ。1889年1月1日付にこの路線は他のハンガリー区間と共にハンガリー国鉄により引き受けられた。

## 運行形態[5]

### 快速「インターレギオ(IR)」
- ヘリコン号：　ジェール - ツェルデメルク - カポシュヴァール
2時間に1本の運行。ツェルデメルク以南は20号線に乗り入れる。
過去の運行形態
2018年春以前は、一日4往復の運行で、列車種別が設定していなかった。ジャールヴァーロシュは通過していた。20号線へは、ソンバトヘイ方面に直通していた。
2018年末、特急の休止に伴って一日5往復に増発された。
2019年末に一日7往復に増発され、2時間に1本の運行となった。また、列車種別がインターレギオ(IR)になり、停車駅にジャールヴァーロシュが追加された。また20号線の直通先も、ソンバトヘイ方面からバラトン湖方面に変更となった。

- ラーバ号：　ソンバトヘイ → ツェルデメルク → ジェール → ブダペスト　【休日運行】
休日のみ、一日片道1本のみの運行。メゼーラクに停車する一方、ジャールヴァーロシュを通過する。ツェルデメルク以西は20号線から、ジェール以東は1号線に乗り入れる。
過去の運行形態
2018年春以前は、特急として運行しており、また夏季はブダペストに直通していなかった。メゼーラクは通過していた。
2018年末、特急から普通列車に種別変更となった。停車駅は同じ。
2019年末、停車駅にメゼーラクが追加された。
2022年度に、快速に種別変更された。

### 特急(Ex)
- タヌーヘジ号：　ジェール - ツェルデメルク - ケストヘイ　【夏季運行】
夏季限定で、一日1往復の運行。ツェルデメルク以南は25号線に直通する。休止中の駅を除き各駅に停車する。
過去の運行形態
2017年以前は、通常の特急として運行していた。ジェールサバドヘジ、ジェメレ・テート、パーパにのみ停車し、ツェルデメルク駅を経由せず短絡線から25号線に直通していた。
2018,19年度に特別快速「エクスプレス(Ex)」として運行していた。
2020年度より休止。
2023年度より、区間特急(S)の種別で運行を再開したが、休止中の駅を除き各駅停車となった。
2024年度より、特急(Ex)に種別変更となった。

### 普通
- ジェール - ツェルデメルク
2時間に1本の運行。休止中の駅を除き各駅に停車するが、深夜・未明の1往復に限りパーパ - ツェルデメルク間ノンストップである。
過去の運行形態
2018年以前は、現在休止中の駅にも原則停車していて、特にハリプスタとジェメレ以外は全列車が停車していた。
2018年末に、メーンフェーチャナク、ハリプスタ、ジェメレは大部分が通過となった。また、メーンフェーチャナク上駅やジェールセメレを通過する列車も設定された。
2019年末に、4駅が休止され、メーンフェーチャナク上駅は全列車停車となった一方、深夜・未明の1往復に限りパーパ - ツェルデメルク間ノンストップとなった。

### 過去の運行系統
- 特急
  - ブダペスト - ジェール - ツェルデメルク - ソンバトヘイ
夏季を除く休日に、一日1.5往復運行していた。停車駅は快速と同じ。ツェルデメルク以西は20号線に、ジェール以東は1号線のブダペストまで乗り入れていた。
2018年末に運行を休止した。

## 駅一覧
以下では、ハンガリー国鉄8号線の駅と営業キロ、停車列車、接続路線などを一覧表で示す。
- 種別
  - IR：快速
  - O：普通
- 停車駅
  - ■印：全列車停車
  - ●印：一部通過
  - ○印：一部停車
  - ｜印：全列車通過

| 路線名 | 駅名                                | 駅間営業キロ | 累計営業キロ | IR | O  | 接続路線                | 所在地                           | 所在地           |
| ------ | ----------------------------------- | ------------ | ------------ | -- | -- | ----------------------- | -------------------------------- | ---------------- |
| 1      | ジェール駅                          | -            | 0.0          | ■  | ■  | 1号線、8号線            | ジェール・モション・ショプロン県 | ジェール郡       |
| 10     | ジェール・ジャールヴァーロシュ駅    | 2            | 2            | ●  | ■  | 1号線（ブダペスト方面） | ジェール・モション・ショプロン県 | ジェール郡       |
| 10     | ジェールサバドヘジ駅                | 3            | 5            | ■  | ■  | 11号線                  | ジェール・モション・ショプロン県 | ジェール郡       |
| 10     | メーンフェーチャナク上駅            | 4            | 8.8          | ｜ | ■  |                         | ジェール・モション・ショプロン県 | ジェール郡       |
| 10     | メーンフェーチャナク駅（休止中 *1） |              | (10.9)       | ｜ | ｜ |                         | ジェール・モション・ショプロン県 | ジェール郡       |
| 10     | ジェールセメレ駅（休止中 *1）       |              | (17.1)       | ｜ | ｜ |                         | ジェール・モション・ショプロン県 | テート郡         |
| 10     | ハリプスタ駅（休止中 *1）           |              | (22.6)       | ｜ | ｜ |                         | ジェール・モション・ショプロン県 | テート郡         |
| 10     | ジェメレ・テート駅                  | 15.8         | 24.6         | ■  | ■  |                         | ジェール・モション・ショプロン県 | テート郡         |
| 10     | ジェメレ駅（休止中 *1）             |              | (26.4)       | ｜ | ｜ |                         | ジェール・モション・ショプロン県 | テート郡         |
| 10     | セレチェニ駅                        | 4.2          | 28.8         | ■  | ■  |                         | ジェール・モション・ショプロン県 | テート郡         |
| 10     | ゲチェ・ジャルマト駅                | 3.1          | 31.9         | ｜ | ■  |                         | ヴェスプレーム県                 | パーパ郡         |
| 10     | ヴァサル駅                          | 6.3          | 38.2         | ■  | ■  |                         | ヴェスプレーム県                 | パーパ郡         |
| 10     | パーパ駅                            | 7.7          | 45.9         | ■  | ■  | 14号線                  | ヴェスプレーム県                 | パーパ郡         |
| 10     | メゼーラク駅                        | 7.5          | 53.4         | ○  | ●  |                         | ヴェスプレーム県                 | パーパ郡         |
| 10     | ミハーイハーザ駅                    | 2.8          | 56.2         | ｜ | ●  |                         | ヴェスプレーム県                 | パーパ郡         |
| 10     | ヴィナール駅                        | 3.8          | 60.0         | ｜ | ●  |                         | ヴェスプレーム県                 | パーパ郡         |
| 10     | キュルセーヴァト駅                  | 5.4          | 65.4         | ｜ | ●  |                         | ヴェスプレーム県                 | パーパ郡         |
| 10     | ツェルデメルク駅                    | 6.0          | 71.4         | ■  | ■  | 20号線、25号線          | ヴァシュ県                       | ツェルデメルク郡 |

(*1): 2019年末に休止。